# Астрономія в Туреччині
Астрономія в Туреччині досить добре розвинена і продовжує розвиватись, вона викладається в кількох університетах і досліджується в багатьох обсерваторіях.

## Історія

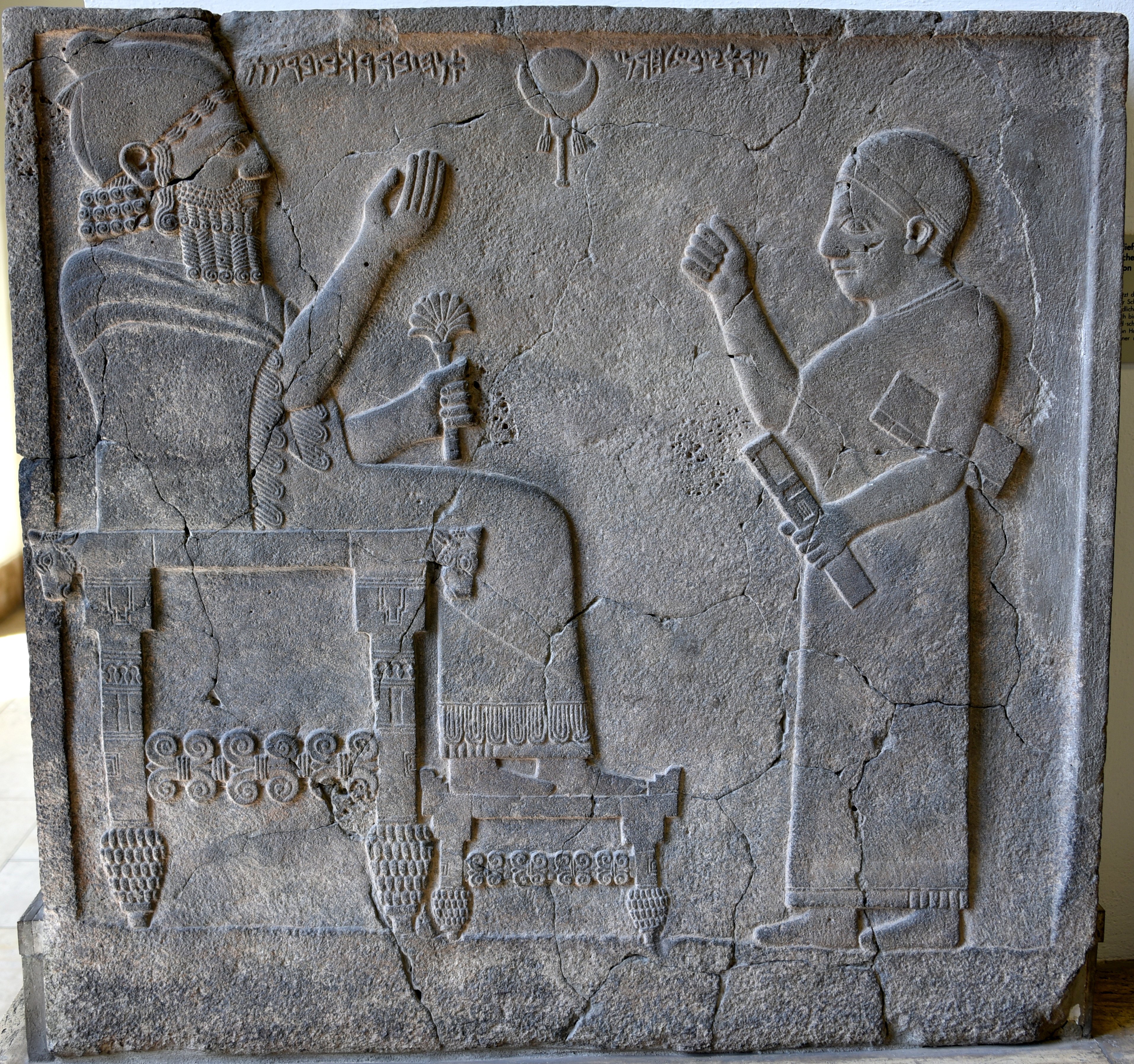
Табличка з імовірним зображенням повного сонячного затемнення 15 червня 762 року до н.е. в Туреччині

Упереджене ставлення європейців до турецької астрономії на початку XX століття, проілюстроване малюнками Сент-Екзюпері: турецький астроном в національному костюмі доповідає на міжнародній конференції про відкриття астероїда B612, і йому не вірять

На наступній конференції турецький астроном повторює ту саму доповідь в елегантному європейському костюмі, і всі визнають його відкриття

Астрономічні дослідження в Туреччині почалися ще в стародавні часи. Прикладом є табличка, датована 730 роком до нашої ери, яка, ймовірно, зображує церемоніальну подію з нагоди повного сонячного затемнення 15 червня 762 року до н.е. біля сучасного міста Урфа на південному сході Туреччини.
Давньогрецькі колонії на території сучасної Туреччини, а згодом і вся Анатолія як частина Еліністичного світу, відіграли значну роль у створенні астрономії як науки. В місті Мілет на егейському узбережжі Туреччини жили перші давньогрецькі філософи Фалес, Анаксімандр і Анаксімен. В Нікеї народився один з найвідоміших античних астрономів Гіппарх. Візантійські астрономи були менш оригінальними, ніж їхні грецькі й еліністичні попередники, хоча й вони робили певні уточнення розрахунків руху планет.
Першим викладачем астрономії в Стамбулі після його завоювання турками став Алі аль-Кушчі (1403–1474), співробітник Улугбека. Аль-Кушчі виховав багатьох учнів, і деякі з них згодом стали відомими астрономами.
Перша астрономічна обсерваторія в Туреччині була заснована Такі ад-Діном в 1575 і зруйнована в 1580. Обсерваторія розташовувалась в Стамбулі, на ній працювали 8 спостерігачів, 4 асистенти і 4 клерки. Для спостережень використовувались інструменти, виготовлені Такі ад-Діном за давнішими арабськими моделями або винайдені їм самим. Деякі з них перевершували за точністю інструменти найкращого європейського спостерігача тієї доби Тихо Браге.

## Наука
В Туреччині працюють декілька астрономічних обсерваторій:
- Турецька національна обсерваторія — наукова обсерваторія з телескопами діаметром 1,5 м, 1 м, 60 см і інструментом ROTSE.
- Обсерваторія Улупинар — наукова і освітня обсерваторія з телескопами діаметром 1,22 м, 60 см, 40 см.
- Обсерваторія Канділлі — займається спостереженнями Сонця
- Обсерваторія Егейського університету — використовується для наукових, освітніх і популяризаційних цілей
- Обсерваторія Університету Анкари — використовується для наукових, освітніх і популяризаційних цілей
- Радіообсерваторія Ерджиєського університету — використовується лише для освітніх цілей
- Обсерваторія Стамбульського університету — використовується лише для освітніх цілей
- Обсерваторія Університету 19 Травня — використовується для освітніх і популяризаційних цілей, має телескоп діаметром 40 см

## Астрономічна освіта
Астрономію викладають такі турецькі університети:
- Анкарський університет (Анкара),
- Стамбульський університет (Стамбул),
- Егейський університет[en] (Ізмір),
- Ерджиєський університет[en] (Кайсері),
- Університет Чанаккале 18 Березня[en] (Чанаккале).

У початковій школі діти 9-12 років вивчають обертання та орбіту Землі, пори року, основи Сонячної системи. Астрономія раніше викладалась як обов'язковий предмет, а тепер вона є курсом за вибором і пропонуються лише в кількох школах. Природознавство та математика є обов'язковими, але викладаються не дуже добре. Через систему тестів для вступу до університетів і недоліки в підготовці вчителів викладання природничих наук часто зводиться до зубріння. Якість шкільної освіти є дуже нерівномірною як географічно, так і між різними класами суспільства.

## Популяризація астрономії
Турецька національна обсерваторія проводить щорічні науково-популярні астрономічні фестивалі. Більшість астрономічних факультетів, студентських астрономічних клубів та аматорських астрономічних організацій проводять просвітницьку діяльність. Турецьке астрономічне товариство та інші організації проводять у школах астрономічні заходи — лекції, телескопічні спостереження, наукові фестивалі.
Астрономічні події регулярно висвітлюються в ЗМІ, в тому числі із залученням професійних астрономів. Однак астрономічна кваліфікація ЗМІ поки недостатня. Багато уваги ЗМІ приділяють астрології, НЛО тощо. Спеціальних програм з астрономії немає.